# Bronislau Kaper
Bronislau Kaper (Bronisław Kaper, Varsovia, 5 de febrero de 1902 - Beverly Hills, California, 26 de abril de 1983) fue un compositor estadounidense de origen polaco, de música cinematográfica en Alemania, Francia y Estados Unidos. Compuso música para decenas de películas desde la década de los 30 hasta comienzos de la década de los 70, como por ejemplo Them! (1954).
Es también recordado por haber compuesto conocidos standards de jazz, como Invitation, con letra de Paul Francis Webster, o On Green Dolphin Street para la película del mismo nombre de 1947, de la Metro Goldwyn Mayer. También trabajó en Broadway. 
Obtuvo el Oscar a la mejor banda sonora con Lili en 1954, y fue nominado otras dos veces en la misma categoría en 1942 y 1963, y una vez a la mejor canción en 1963.

## Premios y distinciones
Premios Óscar
| Año  | Categoría                                              | Película | Resultado |
| ---- | ------------------------------------------------------ | -------- | --------- |
| 1954 | Mejor banda sonora de una película dramática o comedia | Lili     | Ganador   |